# 双王城生态经济发展中心
双王城生态经济发展中心，是中华人民共和国山東省潍坊市寿光市下辖的一个类似乡级单位。

## 行政区划
双王城生态经济发展中心下辖以下地区：
牛头镇村、吴家卧铺村、卧铺村、寇家坞一村、寇家坞二村、寇家坞三村、寇家坞四村、寇家坞五村、寇家坞六村、寇家坞七村、李家坞村、南木桥村、北木桥村、郭井子村和六股路村。

## 旅游景点
- 林海生态博览园
- 巨淀湖风景区